# Шабла (озеро)
Шабла, або Шабленське озеро (болг. Шабленско езеро) — є лиманом лагунного типу у північно-східній частині Болгарії, за 3 км на схід від міста Шабла. У межах охоронної території, площею 510 га, включений до списку ключових орнітологічних територій Європи.

## Характеристика
Загальна площа лиману 0,8 км² при глибині від 0,4 до 4 м. Солоність становить близько 4‰. Лиман відділений від Чорного моря піщаною косою, шириною від 30 до 50 м (до 200 м у південній частині. У своїй західній частині лиман розпріснений, його води використовуються для зрошування. Східна частина лиману заповнена солоною морською водою.
Водойма складається з двох частин — північного і південного озера, які з'єднані 200 метровим штучним каналом. Північна частина має назву Єзерацьке озеро (болг. Езерецко Езеро), назва якого походить від селища Єзерац, що знаходиться безпосередньо на схід від лиману. Єзерецьке озеро має площу 0,7 км² і до 9 м в глибину, воно містить близько 2,5 млн м² води.

## Біота
Багата флора лиману складає 32 види водоростей і понад 79 видів вищих рослин. У водоймі розташовані великі банки очерету очерету, на відкритих ділянках водної поверхні — зарості водяної лілії. Водойма багата на рибу: сом, короп, лящ, карась, краснопірка, судак, окунь, щука і бичків. Озеро також може похвалитися численними птахами. Тут гніздяться 57 видів, 10 з яких є рідкісними, а під час міграції птахів в озері зимують в середньому 30000 білолобих гусей і майже вся популяція казарки червоноволої, яка є вимираючим видом у світі.